# Љубичица
Љубичица (лат. Viola) род је дикотиледоних скривеносеменица из породице љубичица (Violaceae). Обухвата око 500 врста, углавном распрострањених у северним умереним пределима Земље (Холарктик) (северна Земљина полулопта). Могу се наћи и у веома удаљеним местима, као што су Хаваји, Аустралија и Анди у Јужној Америци. Љубичице су углавном вишегодишње зељасте биљке, са цветовима занимљиве архитектуре и боја, услед чега се многе врсте узгајају као украсне. Име рода указује на најчешћу боју круничних листића цвета — љубичасту.

## Опис
Стабло је полегло, висине од 5 до 10 цм, расту у грму. Листови су груписани у розету, смештени на кратким или дужим дршкама. Врсте љубичице обично имају срцолике листове, назубљене по ободу, а постоје врсте са сложеним, или листовима другог облика. Већи број врста љубичица су зељасте биљке. Листови су неизменични.
Цветови су зигоморфни. Цветови су груписани у цваст, величине до 2 цм и налазе се на дугачким дршкама. Чашица петолиста, по цветању не опада. Њени листићи су издужено-ланцетасти зашиљени. Два доња дужа од осталих. Круница са пет слободних листића. Вршни листови нешто већи од средњих исте су боје, али нешто тамнији без длачица у основи. Средњи покривају вршне и при дну имају длачице. Доња латица обично другачије боје од осталих и носи остругу. Прашника пет, тучак синкарпан из три карпеле.
Цветање љубичице најчешће је у пролеће и привлаче многе Инсекте, углавном мраве интензивним мирисом.
Боје цветова су различите од љубичасте (по имену) преко разних тонова плаве, жуте, па чак и беле боје.
Плод је чаура величине око 7мм без наставака која садржи семе пуно протеина.

## Расејавање и размножавање
Расејавање се обавља инсектима, док се размножава семеном и вегетативним деловима биљке.

## Ареал распрострањења
Аутохтоно расте на простору Азије и Европе.

## Станиште
Честа је у светлим листопадним шумама, ливадама, камењарима и шикарама, у двориштима, у хладу или на отвореном станишту.

## Употреба
Листови се пре свега користе у индустрији парфема. Богати су витамином Ц и пигментом каротеном, па се користе за салату или супу, док се лист, цвет и корен могу користити за прављење чаја, код упале горњих дисајних путева.

## Галерија
- Љубичица, цвет
- Љубичица, цвет

### Књиге
- Armitage, Allan M. (1. 5. 2008) [1989]. „Viola”. Herbaceous Perennial Plants: A Treatise on their Identification, Culture, and Garden Attributes (3rd изд.). Cool Springs Press. стр. 1038ff. ISBN 978-1-61058-380-0.(additional excerpts)
- Ballard, Harvey E; Paula-Souza, Juliana de; Wahlert, Gregory A (2013). „Violaceae”.  Ур.: Kubitzki, Klaus. Flowering Plants. 11 Eudicots: Malpighiales. Springer Science & Business Media. стр. 303—322. ISBN 978-3-642-39417-1.(Also preview at Springer)
- Becker, Wilhelm (1925) [1887–1915]. „Viola”.  Ур.: Engler, Adolf; Prantl, Karl. Die natürlichen Pflanzenfamilien nebst ihren Gattungen und wichtigeren Arten, insbesondere den Nutzpflanzen, unter Mitwirkung zahlreicher hervorragender Fachgelehrten (на језику: German). 21 (2nd изд.). Berlin: Duncker & Humblot. стр. 363—376.
- Cronquist, Arthur (1981). An integrated system of classification of flowering plants. New York: Columbia University Press. стр. 404.
- Cullen, James, ур. (2001). Handbook of North European Garden Plants: With Keys to Families and Genera. Cambridge University Press. ISBN 978-0-521-00411-4.
- Walters, S M (2011) [1984]. „Viola Linnaeus”.  Ур.: Cullen, James; Knees, Sabina G.; Cubey, H. Suzanne. The European Garden Flora Flowering Plants: A Manual for the Identification of Plants Cultivated in Europe, Both Out-of-Doors and Under Glass. Vol IV Aquifoliaceae - Hydropyhllacea (2nd изд.). Cambridge University Press. стр. 102—107. ISBN 978-0-521-76160-4.
- Davidson, Alan (2014). „Violet”. The Oxford Companion to Food. Oxford University Press. ISBN 978-0-19-967733-7., see also The Oxford Companion to Food
- Gershoy, A (1934). Studies in North American violets. III. Chromosome numbers and species characters. Bulletin no. 367. Vermont Agricultural Experiment Station.
- Maxwell, Catherine (2017). „Perfumed melodies, Violet memories: Scent and remembrance in the nineteenth century”. Scents and Sensibility: Perfume in Victorian Literary Culture. OUP Oxford. стр. 66—84. ISBN 978-0-19-100521-3.(additional excerpts as e-book)
- Robuchon, Joël, ур. (1997). „Violette”. Larousse gastronomique. Larousse. стр. 1106. ISBN 978-2-03-560227-5., (see also Larousse Gastronomique)
- Rendle, Alfred Barton (1925). The Classification of Flowering Plants: Volume 2, Dicotyledons. CUP Archive. ISBN 978-0-521-06057-8.(Full text available at BHL)
- Walters, Dirk R.; Keil, David J. (1996). Vascular Plant Taxonomy (4th изд.). Kendall/Hunt Publishing Company. ISBN 978-0-7872-2108-9., (also available at Google Books)

Историјски извори
- Batsch, August Johann Georg Karl (1802). „Violariae”. Tabula affinitatum regni vegetabilis, quam delineavit, et nunc ulterius adumbratam (на језику: латински). Weimar: Landes-Industrie-Comptoir. стр. 57—59.
- Bentham, G.; Hooker, J.D. (1862). „Violarieae”. Genera plantarum ad exemplaria imprimis in herbariis kewensibus servata definita (3 vols.). 1. London: L Reeve & Co. стр. 114—121.
- de Candolle, A. P. (1824—1873). „Violarieae”. Prodromus systematis naturalis regni vegetabilis, sive, Enumeratio contracta ordinum generum specierumque plantarum huc usque cognitarium, juxta methodi naturalis, normas digesta 17 vols. 1. Paris: Treuttel et Würtz. стр. 287—316.
- Jussieu, Antoine Laurent de (1789). „Cisti: Viola”. Genera plantarum: secundum ordines naturales disposita, juxta methodum in Horto regio parisiensi exaratam, anno M.DCC.LXXIV (на језику: латински). Paris. стр. 294. OCLC 5161409.
- de Lamarck, Jean-Baptiste; de Candolle, AP (1815) [1805]. „Violaceae”. Flore française ou descriptions succinctes de toutes les plantes qui croissent naturellement en France disposées selon une nouvelle méthode d'analyse; et précédées par un exposé des principes élémentaires de la botanique (на језику: француски). IV(2) (3rd изд.). Paris: Desray. стр. 801−810. (Latin Index page 931)
- Lindley, John (1853) [1846]. „Violaceae”. The Vegetable Kingdom: or, The structure, classification, and uses of plants, illustrated upon the natural system (3rd. изд.). London: Bradbury & Evans. стр. 338−339.
- Linnaeus, Carl (1753). „Viola”. Species Plantarum: exhibentes plantas rite cognitas, ad genera relatas, cum differentiis specificis, nominibus trivialibus, synonymis selectis, locis natalibus, secundum systema sexuale digestas. 2. Stockholm: Impensis Laurentii Salvii. стр. 933—937., see also Species Plantarum

### Публикације
- Baskin, Jerry M.; Baskin, Carol C. (новембар 1972). „Physiological Ecology of Germination of Viola rafinesquii”. American Journal of Botany. 59 (10): 981—988. JSTOR 2441480. doi:10.2307/2441480.}
- Batista, Francisco; Sosa, Pedro A. (31. 10. 2002). „Allozyme Diversity in Natural Populations of Viola palmensis Webb & Berth. (Violaceae) from La Palma (Canary Islands): Implications for Conservation Genetics”. Annals of Botany. 90 (6): 725—733. PMC 4240367 . PMID 12451028. doi:10.1093/aob/mcf256.
- Beattie, A. J. (март 1971). „Pollination Mechanisms in Viola”. New Phytologist. 70 (2): 343—360. doi:10.1111/j.1469-8137.1971.tb02533.x.
- Beattie, A. J.; Lyons, N. (август 1975). „Seed Dispersal in Viola (Violaceae): Adaptations and Strategies”. American Journal of Botany. 62 (7): 714—722. JSTOR 2442060. doi:10.2307/2442060.
- Clausen, Jens (1964). „Cytotaxonomy and distributional ecology of western North American violets”. Madroño. 17 (6): 173—197. ISSN 0024-9637. JSTOR 41423141., also at BHL
- Culley, Theresa M.; Grubb, Thomas C. (1. 10. 2003). „Genetic effects of habitat fragmentation in Viola pubescens (Violaceae), a perennial herb with chasmogamous and cleistogamous flowers”. Molecular Ecology. 12 (11): 2919—2930. PMID 14629373. doi:10.1046/j.1365-294X.2003.01971.x.
- Culley, Theresa M.; Klooster, Matthew R. (јануар 2007). „The Cleistogamous Breeding System: A Review of Its Frequency, Evolution, and Ecology in Angiosperms”. The Botanical Review. 73 (1): 1—30. doi:10.1663/0006-8101(2007)73[1:TCBSAR]2.0.CO;2.
- Culley, T. M.; Sbita, S. J.; Wick, A. (13. 3. 2007). „Population Genetic Effects of Urban Habitat Fragmentation in the Perennial Herb Viola pubescens (Violaceae) using ISSR Markers”. Annals of Botany. 100 (1): 91—100. PMC 2735295 . PMID 17556381. doi:10.1093/aob/mcm077.
- Culver, David C.; Beattie, Andrew J. (март 1978). „Myrmecochory in Viola: Dynamics of Seed-Ant Interactions in Some West Virginia Species”. The Journal of Ecology. 66 (1): 53—72. JSTOR 2259181. doi:10.2307/2259181.
- Elisafenko, T. V. (19. 8. 2015). „Features of seed germination in different ecological groups of the species of the section Violidum, subgenus Nomimium, genus Viola L. (Violaceae)”. Contemporary Problems of Ecology. 8 (4): 523—533. doi:10.1134/S199542551504006X.
- Freitas, L.; Sosa, M. (19. 12. 2002). „Floral Biology and Pollination Mechanisms in Two Viola Species-From Nectar to Pollen Flowers?”. Annals of Botany. 91 (3): 311—317. PMC 4244963 . PMID 12547683. doi:10.1093/aob/mcg025.
- Hildebrandt, U.; Kaldorf, M.; Bothe, H. (мај 1999). „The Zinc Violet and its Colonization by Arbuscular Mycorrhizal Fungi”. Journal of Plant Physiology. 154 (5–6): 709—717. doi:10.1016/S0176-1617(99)80249-1.
- Kopper, Brian J.; Charlton, Ralph E.; Margolies, David C. (2000). „Oviposition Site Selection by the Regal Fritillary, Speyeria idalia, as Affected by Proximity of Violet Host Plants”. Journal of Insect Behavior. 13 (5): 651—665. doi:10.1023/A:1007887809621.
- Łańcucka-Środoniowa, Maria (1979). „Macroscopic plant remains from the freshwater Miocene of the Nowy Sącz Basin (West Carpathians, Poland)”. Acta Palaeobotanica. 20 (1): 3—117.
- Lord, E. M. (октобар 1981). „Cleistogamy: A tool for the study of floral morphogenesis, function and evolution”. The Botanical Review. 47 (4): 421—449. JSTOR 4353990. doi:10.1007/BF02860538.
- Park, Sungkyu;  . (2017). „Cyclotide evolution: Insights from the analyses of their precursor sequences, structures and distribution in Violets (Viola)”. Frontiers in Plant Science. 8: 92—110. PMC 5741643 . PMID 29326730. doi:10.3389/fpls.2017.02058.
- Saint-Hilaire, Auguste (1824). „Tableau monographique des plantes de la flore du Brésil méridional appartenant au groupe (classe Br.) qui comprend qui comprend les Droséracées, les Violacées, les Cistinées et les Frankenicées: Violacées”. Annales du museum national d'histoire naturelle (на језику: француски). 72: 445—498.
- Shuey, John; Jacquart, Ellen; Orr, Stuart; Becker, Fiona; Nyberg, Alyssa; Littiken, Robert; Anchor, Ted; Luchik, Derek (9. 9. 2016). „Landscape-scale response to local habitat restoration in the regal fritillary butterfly (Speyeria idalia) (Lepidoptera: Nymphalidae)”. Journal of Insect Conservation. 20 (5): 773—780. doi:10.1007/s10841-016-9908-4.
- Thiele, Kevin R; Prober, Suzanne M (2003). „New species and a new hybrid in the Viola hederacea species complex, with notes on Viola hederacea Labill.”. Muelleria. 18: 7—25.
- Tikhomirov, V. N (2015). „A revision of the genus Viola section Plagiostigma (Violaceae) in Republic of Belarus.”. Botanicheskiĭ Zhurnal (на језику: руски). 100 (5): 490—500. Архивирано из оригинала 17. 03. 2020. г. Приступљено 02. 08. 2020.
- Yockteng, R.; Jr Ballard, H. E.; Mansion, G.; Dajoz, I.; Nadot, S. (1. 11. 2003). „Relationships among pansies ( Viola section Melanium ) investigated using ITS and ISSR markers”. Plant Systematics and Evolution. 241 (3–4): 153—170. CiteSeerX 10.1.1.721.5590 . JSTOR 23645153. doi:10.1007/s00606-003-0045-7.
- Wahlert, Gregory A.; Marcussen, Thomas; de Paula-Souza, Juliana; Feng, Min; Ballard, Harvey E. (1. 3. 2014). „A Phylogeny of the Violaceae (Malpighiales) Inferred from Plastid DNA Sequences: Implications for Generic Diversity and Intrafamilial Classification”. Systematic Botany. 39 (1): 239—252. doi:10.1600/036364414X678008.
- Watson, John M.; Flores, R. (2003). „A new name in section Andinium W.becker of the genus Viola L. (Violaceae)”. Gayana. Botánica. 60 (2). doi:10.4067/S0717-66432003000200009 .
- Watson, John M.; Flores, Ana R.; Arroyo-Leuenberger, Silvia C. (25. 3. 2019). „A new Viola (Violaceae) from the Argentinian Andes”. Willdenowia. 49 (1): 35. doi:10.3372/wi.49.49105 .
- Watson, John; Watson, Anita (јесен 2012). „Fire and Ice: Rosulate Viola Evolution Part One – The Stage is Set” (PDF). North American Rock Garden Society Quarterly. 70 (4): 360—366.
- Yoo, Ki-Oug; Jang, Su-Kil (новембар 2010). „Infrageneric relationships of Korean Viola based on eight chloroplast markers”. Journal of Systematics and Evolution. 48 (6): 474—481. doi:10.1111/j.1759-6831.2010.00102.x .
- Zhou, J. S.;  . (2008). „Viola nanlingensis (Violaceae), a new species from Guangdong, southern China” (PDF). Annales Botanici Fennici. 45 (3): 233—36. doi:10.5735/085.045.0312.

#### Филогенија и таксономија
- Ballard, Harvey E.; Sytsma, Kenneth J. (октобар 2000). „Evolution And Biogeography Of The Woody Hawaiian Violets (Viola, Violaceae): Arctic Origins, Herbaceous Ancestry And Bird Dispersal”. Evolution. 54 (5): 1521—1532. PMID 11108581. doi:10.1111/j.0014-3820.2000.tb00698.x.
- Ballard, Harvey E.; Sytsma, Kenneth J.; Kowal, Robert R. (октобар 1998). „Shrinking the Violets: Phylogenetic Relationships of Infrageneric Groups in Viola (Violaceae) Based on Internal Transcribed Spacer DNA Sequences” (PDF). Systematic Botany. 23 (4): 439. JSTOR 2419376. doi:10.2307/2419376.
- Ballard, Harvey E; Iltis, Hugh H (2012). „Viola lilliputana sp. nov. (Viola sect. Andinium, Violaceae), one of the world's smallest violets, from the Andes of Peru”. Brittonia. 64 (4): 353—358. doi:10.1007/s12228-012-9238-0.
- Chervin, Justine; Talou, Thierry; Audonnet, Marjorie; Dumas, Bernard; Camborde, Laurent; Esquerré-Tugayé, Marie-Thérèse; Roux, Christophe; Cabanac, Guillaume; Marti, Guillaume (јул 2019). „Deciphering the phylogeny of violets based on multiplexed genetic and metabolomic approaches” (PDF). Phytochemistry. 163: 99—110. PMID 31035059. doi:10.1016/j.phytochem.2019.04.001.
- Danihelka, Jiří;  . (децембар 2010). „Viola montana and V. persicifolia (Violaceae): Two names to be rejected”. Taxon. 59 (6): 1869—1878. JSTOR 41059881. doi:10.1002/tax.596019.
- Fan, Qiang; Chen, Sufang; Wang, Longyuan; Chen, Zaixiong; Liao, Wenbo (4. 2. 2015). „A new species and new section of Viola (Violaceae) from Guangdong, China”. Phytotaxa. 197 (1): 15. doi:10.11646/phytotaxa.197.1.2 .
- Gingins, F de (1823). „Mémoires sur la Famille des Violacees”. Memoires de la Société de Physique et d'Histoire Naturelle de Genève. 2 (1): 1—27.
- Gonzáles, Paúl; Cano, Asunción (2. 11. 2016). „Two new species of Viola (Violaceae) named in honor of preceding Peruvian botanists”. Phytotaxa. 283 (1): 83—90. doi:10.11646/phytotaxa.283.1.6.
- Magrini, Sara; Scoppola, Anna (13. 10. 2015). „Further studies in Viola Sect. Melanium (Violaceae). Identity and typification of Viola nana and V. henriquesii, two neglected European Atlantic taxa” (PDF). Phytotaxa. 230 (3): 259. doi:10.11646/phytotaxa.230.3.4.
- Małobęcki, Andrzej; Marcussen, Thomas; Bohdanowicz, Jerzy; Migdałek, Grzegorz; Słomka, Aneta; Kuta, Elżbieta (септембар 2016). „Cleistogamy and phylogenetic position of Viola uliginosa (Violaceae) re-examined”. Botanical Journal of the Linnean Society. 182 (1): 180—194. doi:10.1111/boj.12460 .
- Marcussen, Thomas; Oxelman, Bengt; Skog, Anna; Jakobsen, Kjetill S (2010). „Evolution of plant RNA polymerase IV/V genes: evidence of subneofunctionalization of duplicated NRPD2/NRPE2-like paralogs in Viola (Violaceae)”. BMC Evolutionary Biology. 10 (1): 45. PMC 2834690 . PMID 20158916. doi:10.1186/1471-2148-10-45.
- Marcussen, Thomas; Jakobsen, Kjetill S.; Danihelka, Jiří; Ballard, Harvey E.; Blaxland, Kim; Brysting, Anne K.; Oxelman, Bengt (јануар 2012). „Inferring Species Networks from Gene Trees in High-Polyploid North American and Hawaiian Violets (Viola, Violaceae)”. Systematic Biology. 61 (1): 107—126. PMC 3243738 . PMID 21918178. doi:10.1093/sysbio/syr096 .
- Marcussen, Thomas; Heier, Lise; Brysting, Anne K.; Oxelman, Bengt; Jakobsen, Kjetill S. (јануар 2015). „From Gene Trees to a Dated Allopolyploid Network: Insights from the Angiosperm Genus Viola (Violaceae)”. Systematic Biology. 64 (1): 84—101. PMC 4265142 . PMID 25281848. doi:10.1093/sysbio/syu071 .
- Ning, Z. L.;  . (2012). „Viola jinggangshanensis (Violaceae), a new species from Jiangxi, China” (PDF). Annales Botanici Fennici. 49 (5): 383—86. doi:10.5735/085.049.0610.
- Mohammadi Shahrestani, Maryam; Saeidi Mehrvarz, Shahryar; Marcussen, Thomas; Yousefi, Narjes (5. 8. 2014). „Taxonomy and comparative anatomical studies of Viola sect. Sclerosium (Violaceae) in Iran”. Acta Botanica Gallica. 161 (4): 343—353. doi:10.1080/12538078.2014.932702 .
- Whang, Sung Soo (31. 12. 2002). „A taxonomic study of Viola section Chamaemelanium in Korea-based on morphological characters”. Korean Journal of Plant Taxonomy. 32 (4): 397—416. doi:10.11110/kjpt.2002.32.4.397.
- Wittrock, Veit Brecher (1892—1897). „Viola-studier I. Morfologisk-biologiska och systematiska studier öfver Viola tricolor (L.) och hennes närmare anförvandter”. Acta Horti Bergiani: Meddelanden Från Kongl. Svenska Vetenskaps-Akademiens Trädgård Bergielund (на језику: шведски). 2 (1).(also available here at BHL)
- — (1892—1897a). „Viola-studier II. Bidrag till de odlade penséernas historia med särskild hänsyn till deras härkomst”. Acta Horti Bergiani: Meddelanden Från Kongl. Svenska Vetenskaps-Akademiens Trädgård Bergielund (на језику: шведски). 2 (7).(also available here at BHL)

#### Енциклопедије
- Hosch, William L. (23. 4. 2008). Viola. Encyclopædia Britannica. Приступљено 6. 3. 2020.
- „Violet”.  (на језику: енглески) (11 изд.). 1911.
- „Violets”. The New Student's Reference Work. 1914.